# Musik för fullvuxna
Musik för fullvuxna var ett radioprogram som sändes i SR P3 och senare SR P4 från 1968 fram till 22 juni 1996. Programledare var Thord Carlsson.
Programmet var ett annorlunda önskeprogram, där lyssnarna skickade in listor på önskemusik och ofta kåserande kommentarer om musiken. Det var alltså en sådan lista som var grunden för varje timslångt program. Signaturmelodin till Musik för fullvuxna var American Patrol med Glenn Miller.
Som titeln antyder riktade man in sig på en lite äldre publik, och schlager, lätt jazz och operetter dominerade programmets musikval. 

## Efterföljare
Programmet har delvis ersatts med Hits - Men inte längre.[källa behövs]
Programrubriken återkom sommaren 2021 i P4 med ett program med underrubriken "Äldre musik från 50, 60 och 70-tal. En blandning av schlager, visa och dansmusik" med Lisa Syrén som programledare.

### Fotnoter
1. ↑  ”Roger Lindqvist - Carl-Uno Sjöbloms minnesord över vännen Thord Carlsson”. rogerlindqvist.blogg.se. http://rogerlindqvist.blogg.se/2010/august/carl-uno-sjobloms-minnesord-over-vannen-thord.html. Läst 2 november 2016.
2. ↑  ”Svensk mediedatabas”. http://smdb.kb.se/catalog/search?q=%22Musik+f%C3%B6r+fullvuxna%22+typ%3Aradio&sort=OLDEST. Läst 18 april 2011.
3. ↑  ”Musik för fullvuxna”. https://sverigesradio.se/musik-for-fullvuxna. Läst 16 september 2021.